# ワン・デイ・リメインズ
『ワン・デイ・リメインズ』（原題: One Day Remains）は、2004年に ワインド-アップ・レコーズ から発売された アルター・ブリッジ のデビュー・アルバム。アメリカでは2004年8月10日に発売され、アメリカでの売り上げは50万枚以上になり、ゴールド・ディスクに認定されている。全世界では300万枚以上の売り上げを記録。

## 概要
2004年にクリードが解散した際、クリードから2000年に脱退していたベーシストのブライアン・マーシャルを迎え入れる形で、マーク・トレモンティ (ギター) 、スコット・フィリップス (ドラムス) というクリードのオリジナル・メンバーに新たなボーカリストとしてマイルズ・ケネディを加えて結成されたバンドでのデビューアルバム。

## 収録曲
1. Find the Real  - 4:43  (アメリカのプロレス団体WWEのPPV番組「ロイヤルランブル2005」の公式大会曲)
2. One Day Remains - 4:05
3. Open Your Eyes  - 4:58  (デビューシングル。またアメリカのプロレス団体WWEの「ディーバサーチ 04」 テーマ曲)
4. Burn It Down - 6:11
5. Metalingus - 4:19  (アメリカのプロレス団体WWEに所属する エッジ の入場テーマ)
6. Broken Wings  - 5:06
7. In Loving Memory - 5:40
8. Down to My Last - 4:46
9. Watch Your Words - 5:25
10. Shed My Skin - 5:08
11. The End Is Here - 4:57

Produced by: Ben Grosse

## シングル
- Open Your Eyes
- Find the Real
- Broken Wings

## ボーナス・トラック
- Save Me - シングル「Open Your Eyes」及び「エレクトラ」サウンドトラック収録 (3:31)

## レコーディング・メンバー
- マイルズ・ケネディ - Myles Kennedy (Lead Vocals, Rhythm Guitar)
- マーク・トレモンティ - Mark Tremonti (Lead Guitar, Backing Vocals)
- スコット・フィリップス - Scott Phillips (Drums, Percussion)
- ブライアン・マーシャル - Brian Marshall (Bass)